# Горни-Богров
Горни-Богров (болг. Горни Богров) — село в Болгарии. Находится в Городской области Софии, входит в общину Столична. Население составляет 1 240 человек.

## История
20 декабря 1877 года здесь произошло одно из важных сражений русско-турецкой войны. Русские войска под командованием генерала Н. Н. Вельяминова были атакованы турецкой армией. В ходе яростного сражения турки потеряли убитыми около 600 человек и ранеными более полутора тысяч; при этом потери русских составили 42 убитыми и 221 ранеными. «Сражение это, — писал генерал Гурко, — произвело сильное впечатление на турок и поколебало их нравственные силы». Последствием его было освобождение Софии, очищенной турками без единого выстрела.

## Политическая ситуация
В местном кметстве Горни-Богров, в состав которого входит Горни-Богров, должность кмета (старосты) исполняет Георги Ганев Бонев (Граждане за европейское развитие Болгарии (ГЕРБ)) по результатам выборов.
Кмет (мэр) общины Столична — Бойко Методиев Борисов (ГЕРБ) по результатам выборов.